# Falcileptoneta speciosa
Falcileptoneta speciosa là một loài nhện trong họ Leptonetidae.
Loài này thuộc chi Falcileptoneta. Falcileptoneta speciosa được T. Komatsu miêu tả năm 1957.